# سيلفيان نيكولا
سيلفيان نيكولا (بالفرنسية: Sylvain Nicolas)‏ هو لاعب اتحاد الرغبي فرنسي، ولد في 21 يونيو 1987 في بورغوان-جاليو في فرنسا.

## وصلات خارجية
- سيلفيان نيكولا على موقع ItsRugby.co.uk (الإنجليزية)